# Famille von Königswarter
La famille von Königswarter (ou Koenigswarter) est une famille qui compte parmi ses membres essentiellement des banquiers, des hommes politiques et des diplomates.

## Membres notables
- Simon Königswarter (de) (1770-1854), banquier
- Jonas von Königswarter (1807-1871), banquier
- Wilhelm Karl Königswarter (de) (1809-1887)
- Louis-Jean Koenigswarter (1814-1878), juriste et économiste
- Maximilien de Koenigswarter (1817-1878), banquier, député de la Seine (1852-1863), conseiller général de la Seine (1856-1871), conseiller municipal de Paris (1856-1871)
  - Maurice Guillaume Jules de Koenigswarter (1858-1938), son fils, dramaturge
- Isaac Löw Königswarter (de) (1818-1877), banquier
- Moritz von Königswarter (1837-1893), banquier, consul général, membre de la chambre des seigneurs d'Autriche, philanthrope. Avec Émile d'Erlanger, Louis Cahen d'Anvers et les Rothschild, il figure parmi les hommes les plus fortunés de son temps[1].
- Julius von Königswarter (de) (-1918), homme d'affaires et diplomate
- Alice de Koenigswarter (1878-1963), philanthrope et mécène, épouse de Fernand Halphen
- Wilhelm Königswarter (1890-1966), membre du conseil municipal de Berlin (1950), député au Bundestag (1952-1961)
- Jules de Koenigswarter (1904-1995), fils du baron Louis de Koenigswarter, président du tribunal de la Seine et membre de la communauté juive ashkénaze. Chef des études financières à la Banque de Paris et des Pays-Bas, officier, ambassadeur de France en Indonésie (1957-1959) puis au Pérou (1961-1966), compagnon de la Libération.
- Pannonica de Koenigswarter (1913-1988), née Rothschild et épouse de Jules de Koenigswarter. Mélomane et mécène.

## Galerie

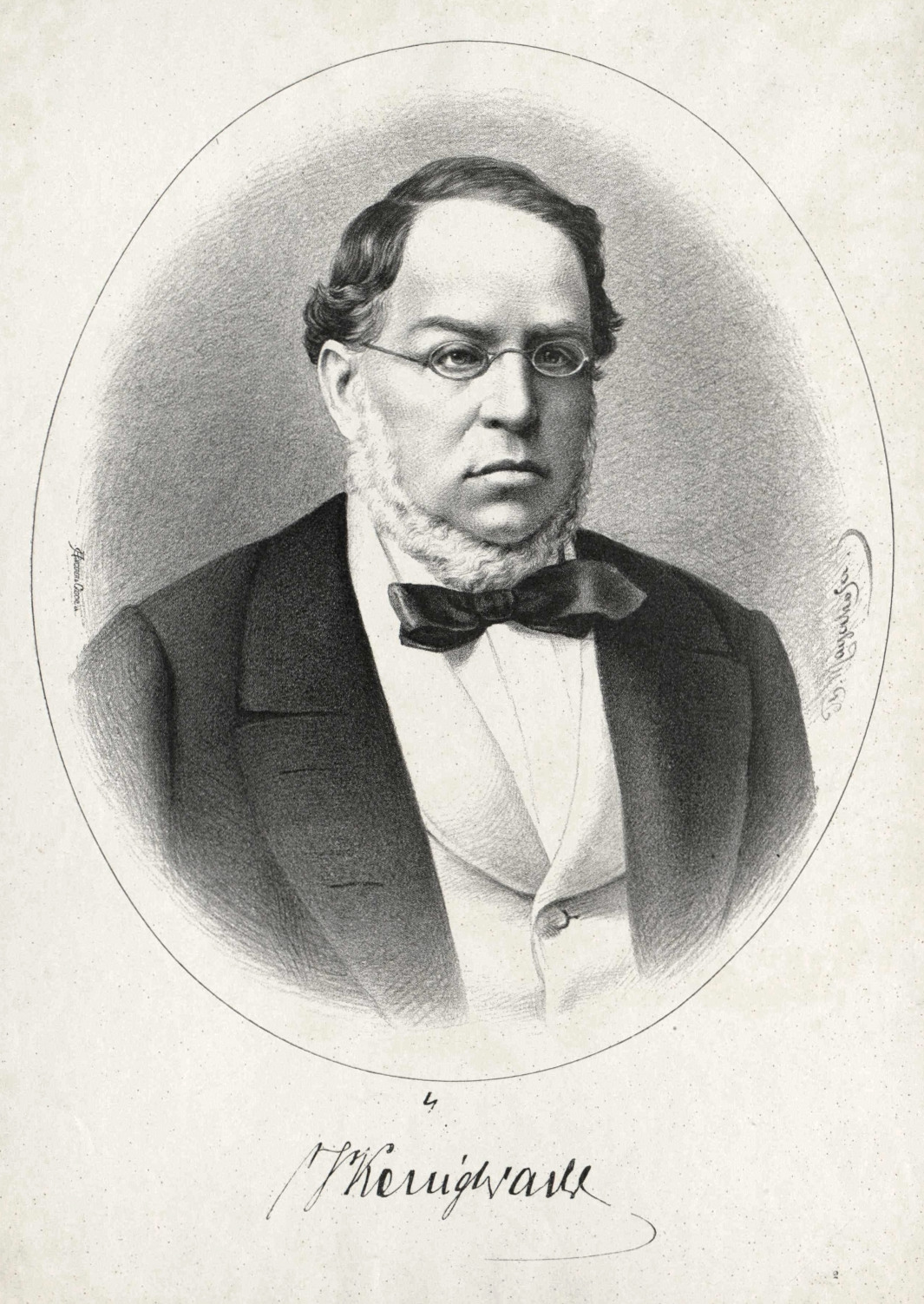
Jonas von Königswarter (1807-1871)
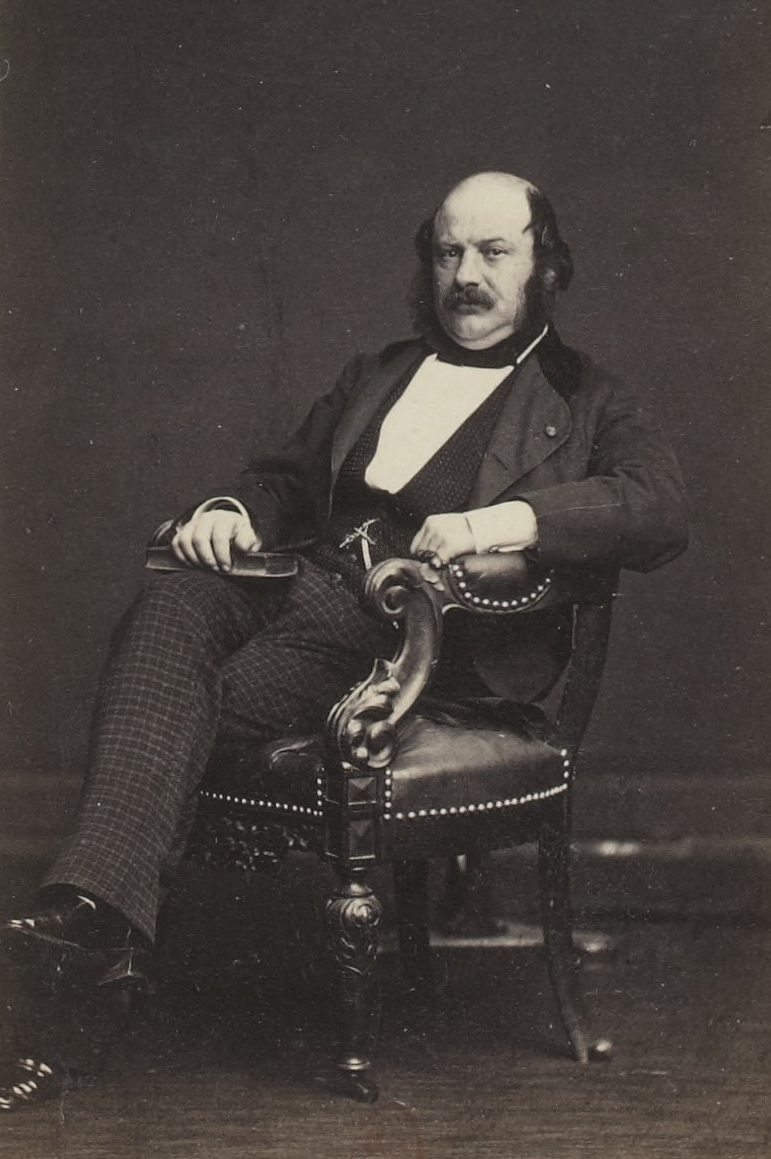
Maximilien de Koenigswarter (1817-1878).
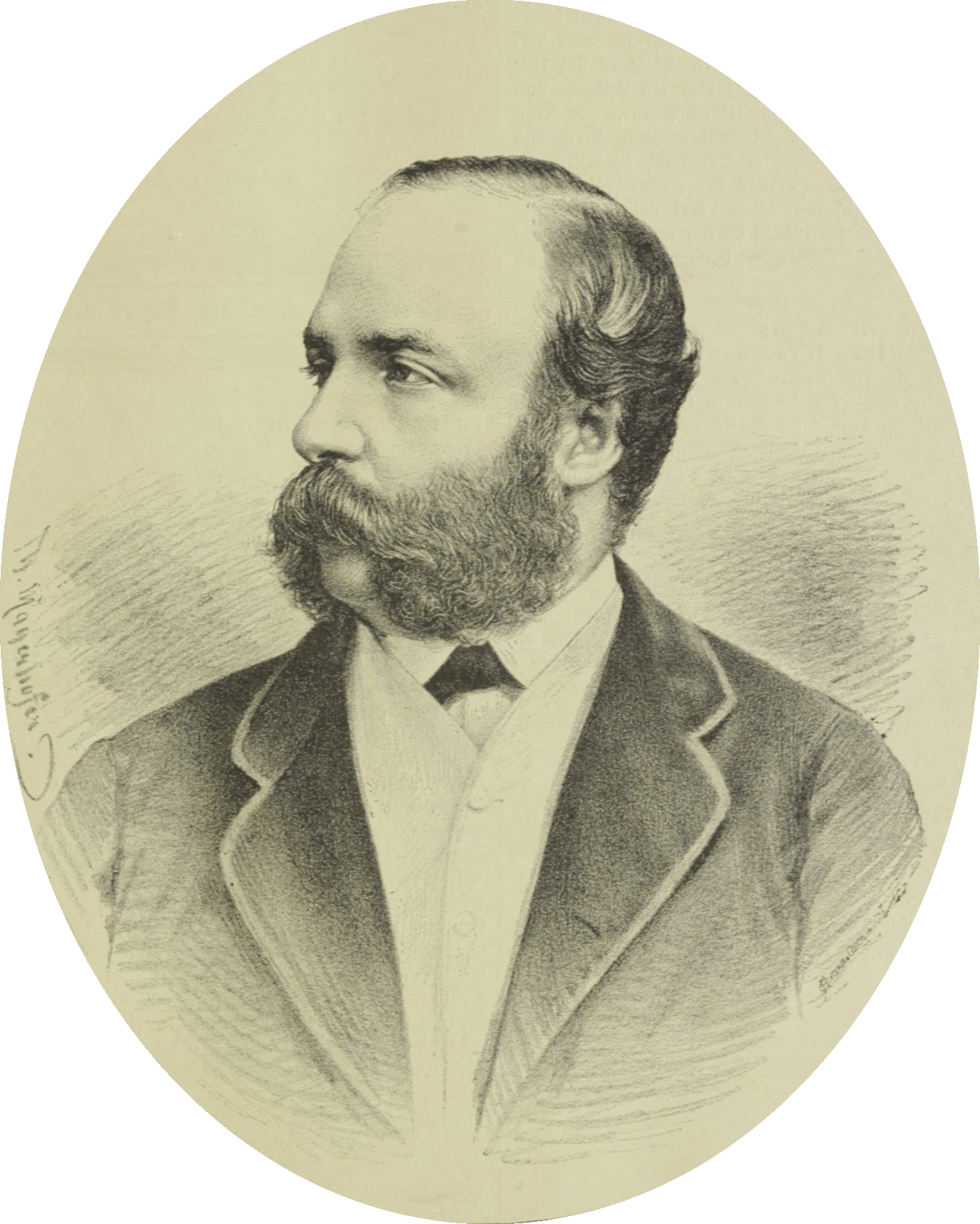
Moritz von Königswarter (1837-1893).
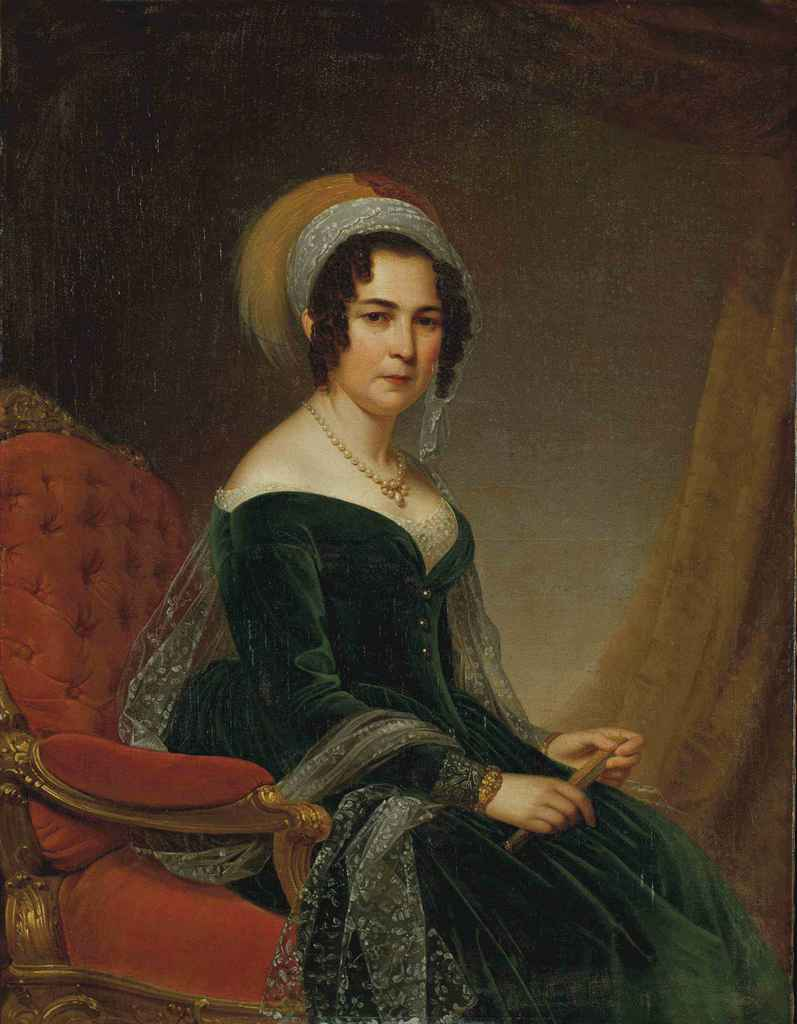
Madame Moritz Koenigswarter, née Cécilia Wertheimer.
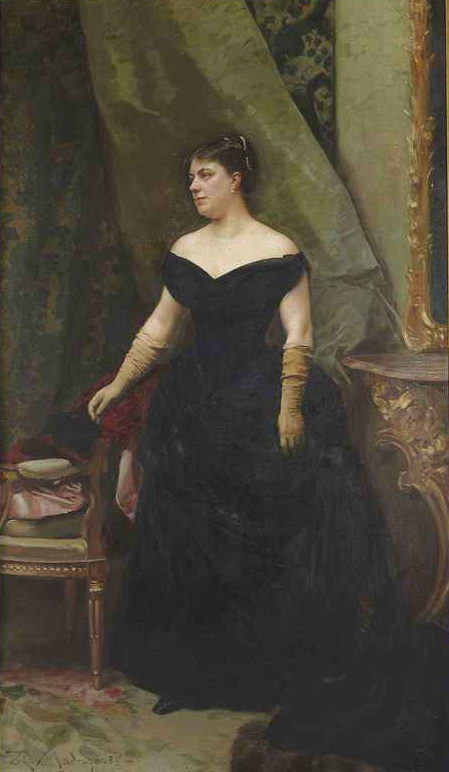
Madame Isaac Hirsch Kann, née de Koenigswarter.
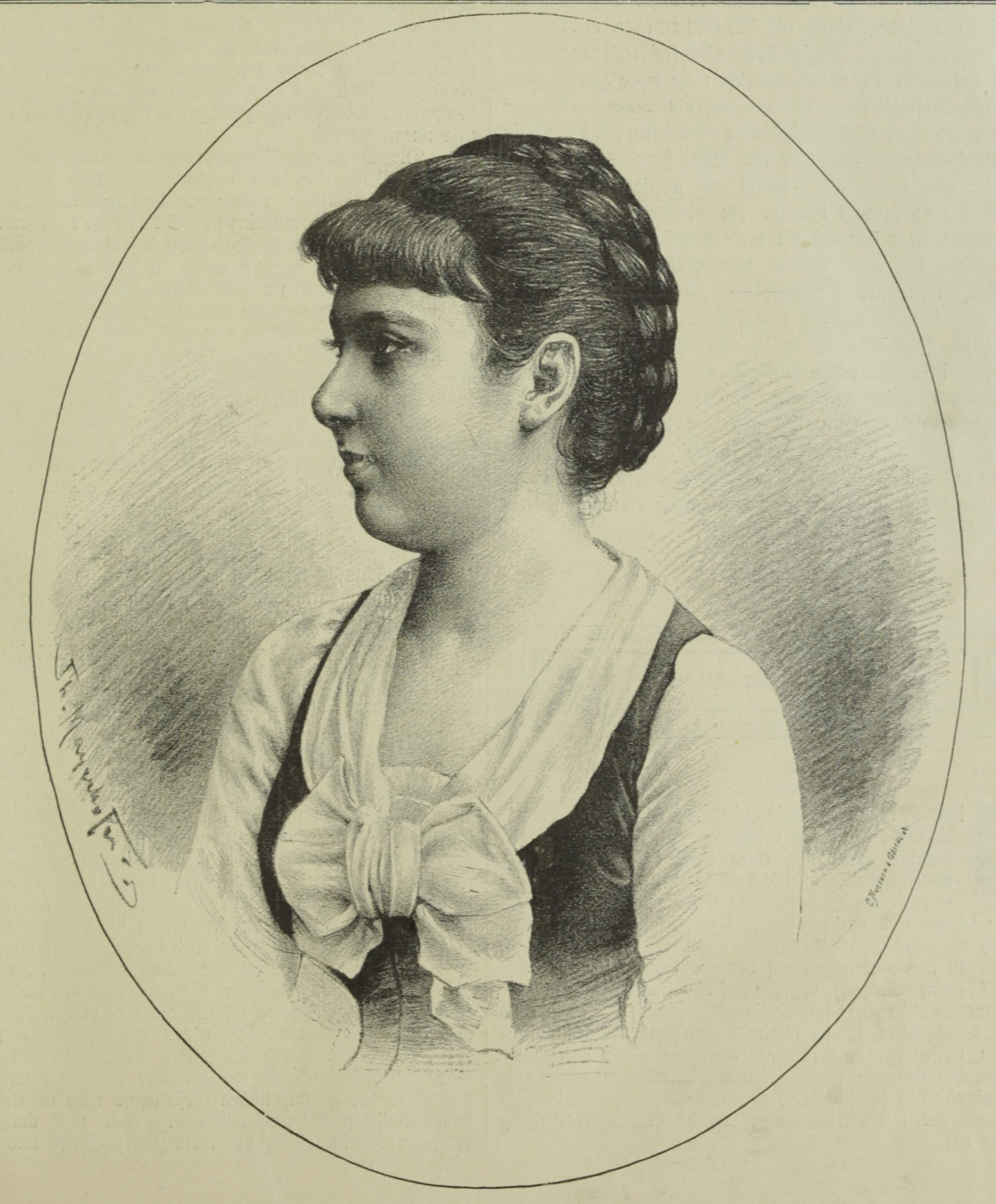
Joséphine von Königswarter.

## Sources
- Eduard Angelberger, "Semi-Gotha - Geadelte jüdische Familien", Salzburg 1891
- Chaim Bloch, Der Ursprung der freiherrlichen Familie Königswarter. In: Zeitschrift für die Geschichte der Juden in der Tschechoslowakei. 3 (1932), S. 35–39.
- Alexander Dietz, Stammbuch der Frankfurter Juden. Frankfurt am Main 1907.
- Genealogisches Handbuch des Adels. Band 91, Limburg an der Lahn 1987, S. 378f.